# Mitsui Rail Capital

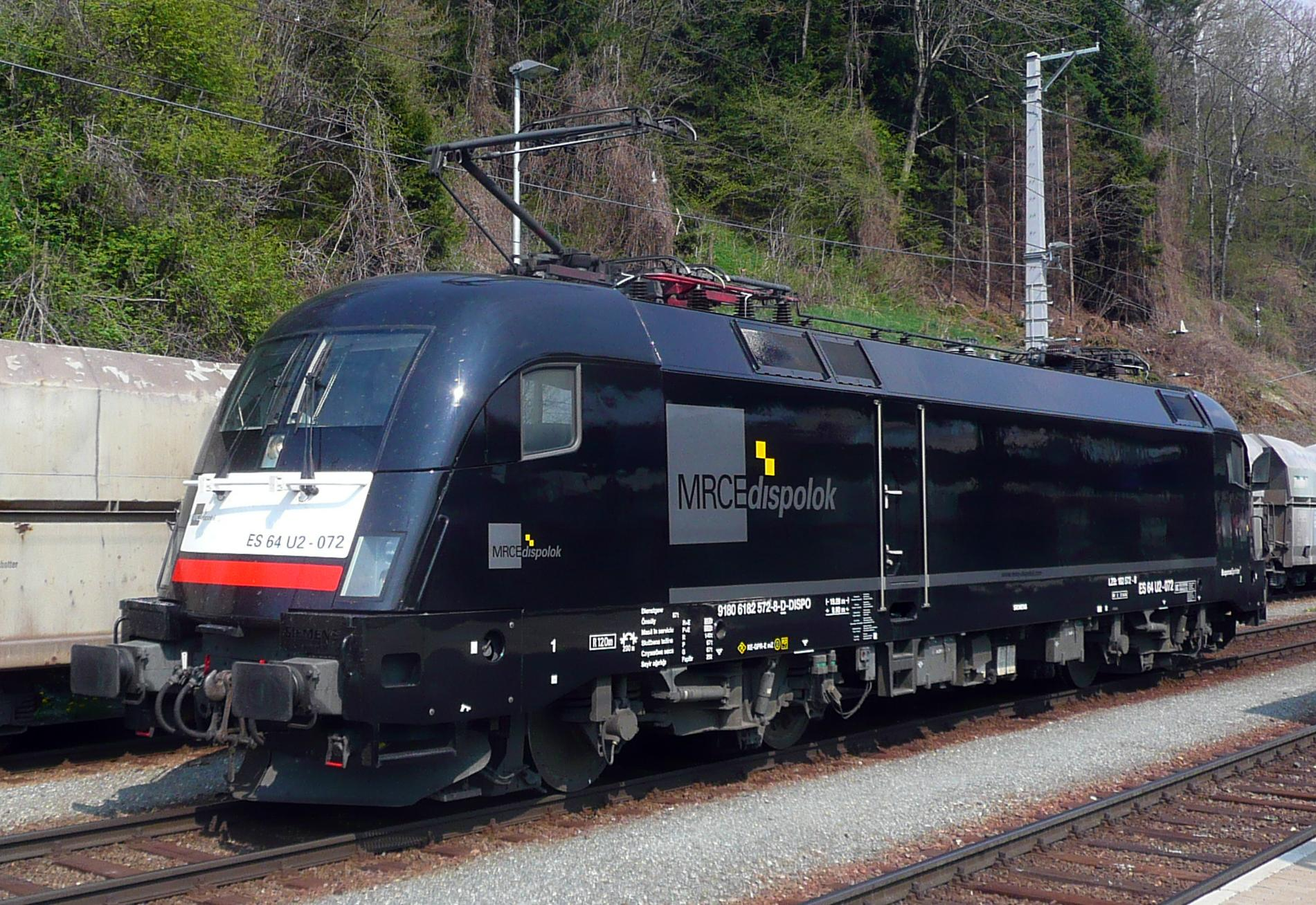
Siemens ES 64 U2 in Leoben.

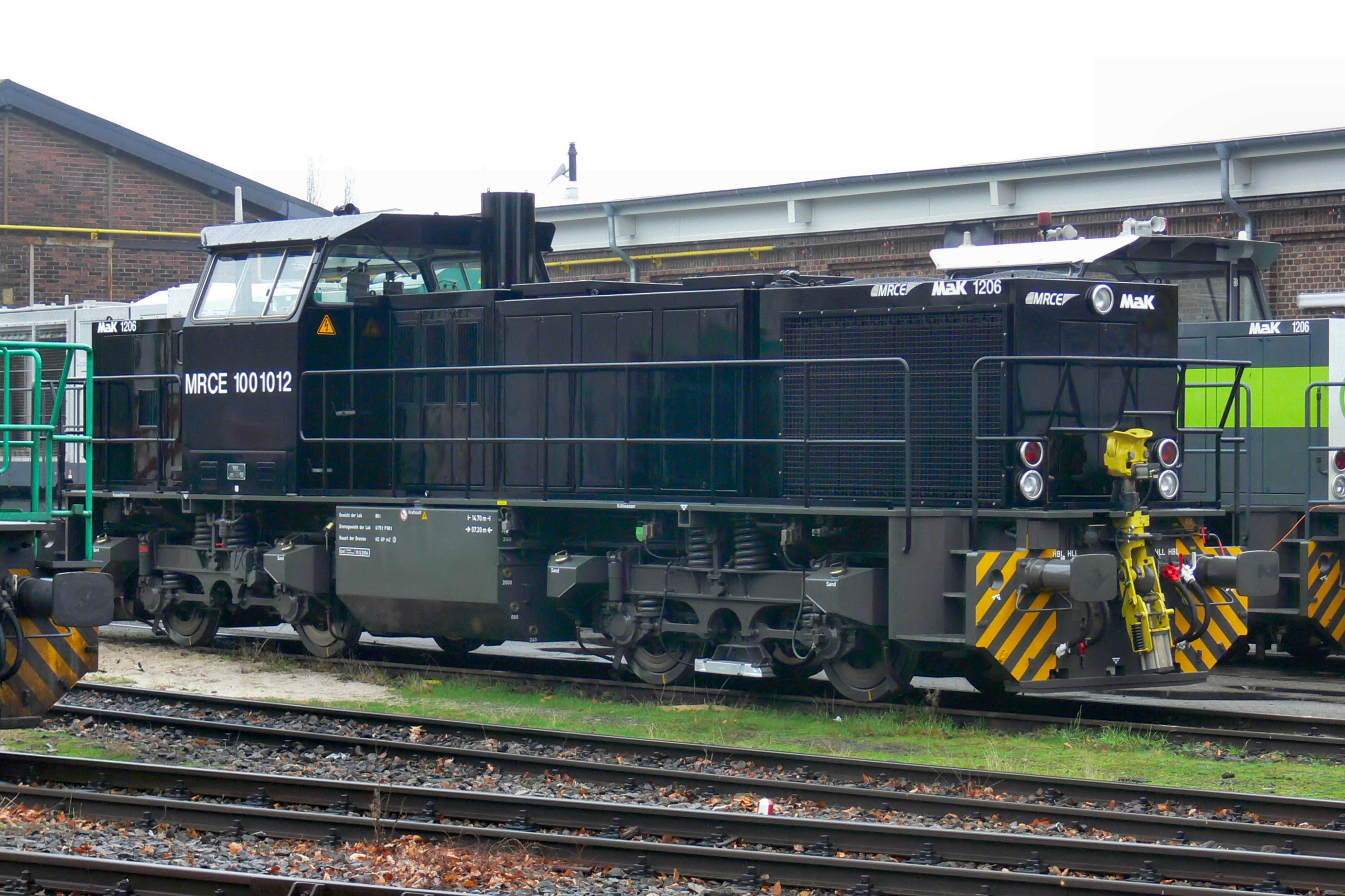
MaK G 1206 van MRCE in Moers.

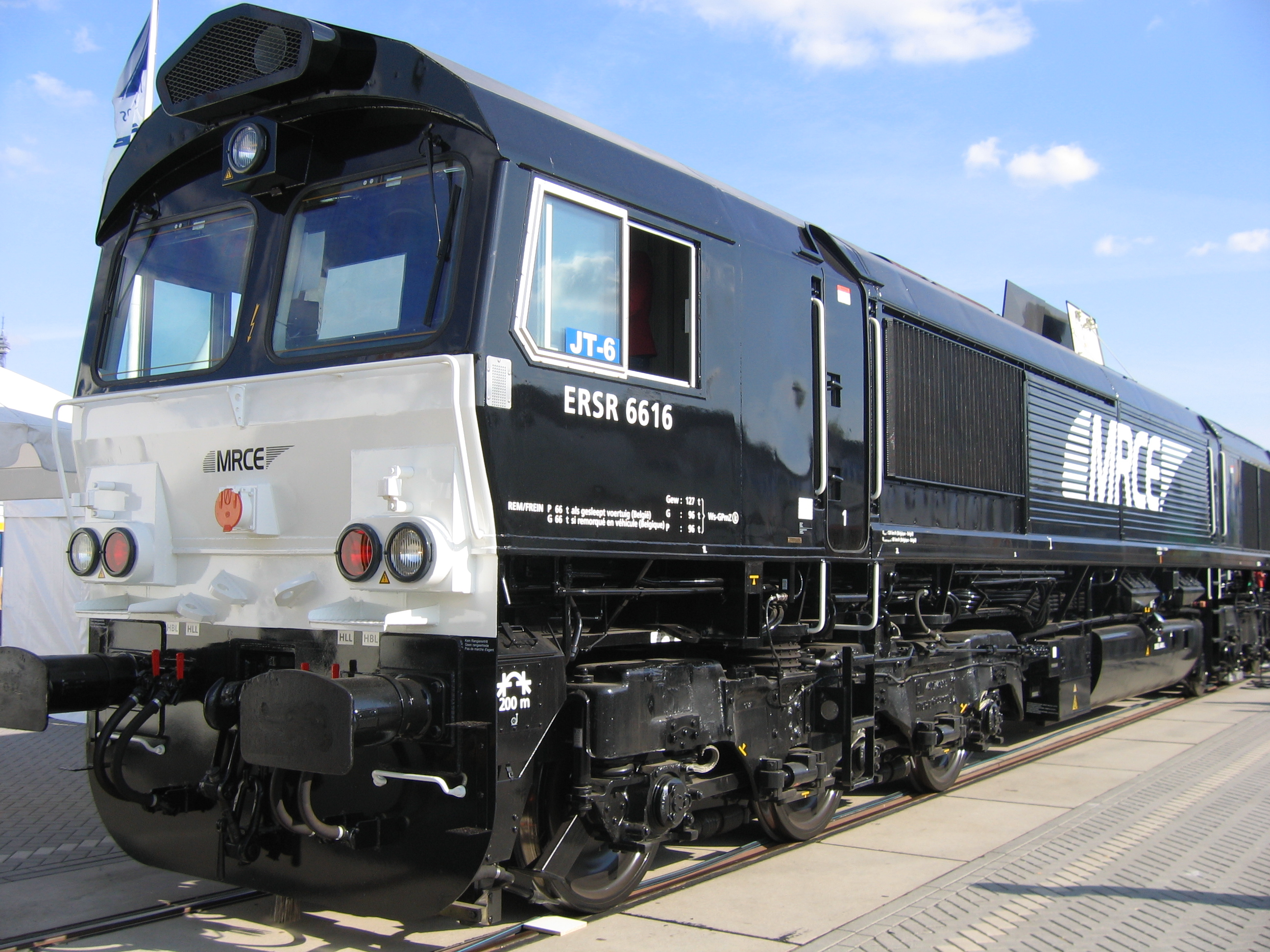
EMD JT42CWR van MRCE op InnoTrans 2006 in Berlijn.

Mitsui Rail Capital (MRC) is een in de spoorsector actieve financieringsmaatschappij welke onderdeel is van Mitsui & Co. Het bedrijf richt zich vooral op de financiering en verhuur (leasing) van goederenwagons en locomotieven.

## Verenigde Staten
Mitsui Rail Capital, LLC (MRC) werd in juni 1996 in de Amerikaanse staat Illinois en is gevestigd in Chicago en Des Moines (Iowa).
De in kolenvervoer gespecialiseerde onderneming Unitrain werd in 1997 door MRC overgenomen. Sindsdien richt Unitrain MRC zich vooral op de verhuur van goederenwagons met een specialisatie voor goederenwagons die geschikt zijn voor het vervoer van kolen. Daarnaast zorgt de onderneming ook voor de financiering en het onderhoud aan goederenwagons.

## Latijns-Amerika
Mitsui Rail Capital Latin America (MRCLA) werd in november 2004 opgericht in het Braziliaanse São Paulo.
MRCLA is actief op het gebied van verhuur van goederenwagons met een specialisatie voor wagons welke geschikt zijn voor het vervoer van erts en landbouwproducten. Daarnaast zorgt het bedrijf voor de instandhouding van logistieke en omslagcentra in het binnenland.
Belangrijkste klanten van MRCLA zijn sinds de privatisering van de Braziliaanse goederenspoorwegen na 1997 ontstane Companhia Vale do Rio Doce Group, ALL Group en Brasil Ferrovias Group.

## Europa
Mitsui Rail Capital Europe B.V. (MRCE) werd in oktober 2004 in Amsterdam opgericht als gemeenschappelijke dochteronderneming van het Japanse Mitsui & Co., Ltd. en het Britse Mitsui & Co. Europe plc.
MRCE richt zich vooral op de verhuur van locomotieven op de toegenomen geliberaliseerde goederenspoorwegmarkt. In het kader van de expansie op de Europese markt werd in september 2006 Siemens Dispolok opgekocht. Halverwege 2007 werden de activiteiten van Dispolok in MRCE geïntegreerd, waarna het bedrijf in januari 2008 werd hernoemd tot MRCE Dispolok GmbH. De integratie werd in april 2008 afgesloten toen MRCE alle aandelen van de dochteronderneming overnam. In maart 2013, hebben de aandeelhouders de beslissing genomen om "MRCE Dispolok GmbH" om te dopen naar "MRCE GmbH". Door beide bedrijven onder dezelfde naam te voeren, wordt richting de stakeholders een duidelijkere eenheid gecommuniceerd. Dit kwam ook tot uiting door alle locomotieven in de zwarte MRCE-huisstijl te schilderen. Sindsdien is MRCE GmbH vooral verantwoordelijk voor het onderhoud van de locomotieven en de technische service naar klanten, terwijl de vestiging in Amsterdam vooral de strategische activiteiten waarneemt en de leasing van de locomotieven voor zijn rekening neemt.

### Materieel
Halverwege 2007 had MRCE ongeveer 150 locomotieven van Bombardier Transportation, Siemens Mobility en Vossloh in eigendom. Siemens verbond aan de verkoop van Dispolok dat MRCE een order voor nog eens 50 meerspanningslocomotieven van het EuroSprinter-platform zou plaatsen. Momenteel bestaat de vloot van MRCE uit ongeveer 300 locomotiven van de bovenstaande fabrikanten. 
Tot het locomotiefbestand van MRCE behoren:
| Type                                                   | Technisch                | Technisch | Technisch | Inzet | Opmerkingen      |
| Type                                                   | Aandrijving              | Vmax      | Vermogen  | Inzet | Opmerkingen      |
| ------------------------------------------------------ | ------------------------ | --------- | --------- | --- | ---------------- |
| Siemens Vectron                                        | wisselspanning bicourant | 160 km/h  | 6.400 kW  | Vlag van Duitsland · Vlag van Oostenrijk · Vlag van Hongarije                                                                 |                  |
| Siemens ES 64 F4, (Baureihe 189)                       | multicourant             | 140 km/h  | 6.400 kW  | o.a. | Dispolok bestand |
| Siemens ES 64 U2                                       | wisselspanning bicourant | 230 km/h  | 6.400 kW  | Vlag van Duitsland · Vlag van Oostenrijk · Vlag van Zwitserland · Vlag van Hongarije · Vlag van Roemenië · Vlag van Bulgarije |                  |
| Bombardier TRAXX F140 (o.a. BR 145-CL, ex MThB Re 486) | wisselspanning bicourant | 140 km/h  | 5.600 kW  | Vlag van Duitsland · Vlag van Oostenrijk · Vlag van Zwitserland · Vlag van Luxemburg · Vlag van Frankrijk                     |                  |
| Vossloh G 1206                                         | dieselhydraulisch        | 100 km/h  | 1.500 kW  | Vlag van Duitsland · Vlag van Nederland · Vlag van Luxemburg · Vlag van Frankrijk                                             |                  |
| Vossloh G 2000                                         | dieselhydraulisch        | 120 km/h  | 2.240 kW  | Vlag van Duitsland · Vlag van Nederland · Vlag van België                                                                     |                  |
| EMD JT42CWR "Class 66"                                 | dieselelektrisch         | 120 km/h  | 2.238 kW  | Vlag van Duitsland · Vlag van Nederland · Vlag van België · Vlag van Polen                                                    |                  |
| Siemens ER20                                           | dieselelektrisch         | 140 km/h  |           | Vlag van Duitsland · Vlag van Oostenrijk · Vlag van Tsjechië · Vlag van Slowakije                                             |                  |